# آدریان آرگی
آدریان آرگی (انگلیسی: Adrián Arregui؛ زادهٔ ۱۲ اوت ۱۹۹۲) بازیکن فوتبال اهل آرژانتین است.
از باشگاه‌هایی که در آن بازی کرده‌است می‌توان به باشگاه فوتبال مونترال اشاره کرد.